# Necator americanus
Necator americanus là một loài giun móc thường được gọi là Giun móc Tân Thế giới. Như giun móc khác, nó là một thành viên của ngành Nematoda. Nó là một giun tròn ký sinh trùng sống trong ruột non của vật chủ như người, chó, mèo. Kể từ khi N. americanus và Ancylostoma duodenale (còn được gọi là giun móc Cựu Thế giới) là hai loài giun móc mà phổ biến nhất sống ở cơ thể con người, chúng thường được xử lý dưới tiêu đề chung "nhiễm giun móc". Chúng khác nhau rõ ràng nhất là phân bố địa lý, cấu trúc phần miệng, và kích thước tương đối.
Necator americanus đã được đề xuất thay thế cho Trichuris suis trong điều trị giun sán.